# 果庄镇
果庄镇，是中华人民共和国山東省日照市莒县下辖的一个乡镇级行政单位。

## 行政区划
果庄镇下辖以下地区：
前果庄村、后果庄村、田家官庄村、上茶城村、下茶城村、前梭庄村、后梭庄村、唐家河村、朱家崖头村、双泉官庄村、龙潭官庄村、青龙峪村、沙河头村、下屯村、孙家庄村、王家岭村、马家岭村、宋家崖头村、单家海坡村、大王家海坡村、小王家海坡村、杨家海坡村、张家海坡村、魏家海坡村、孙家海坡村、小张庄村、曹河村、苇园村、九层岭村、来家官庄村、邴家旺村和张家旺村。